# Talha lítica

A técnica Levallois de lascar a pedra.

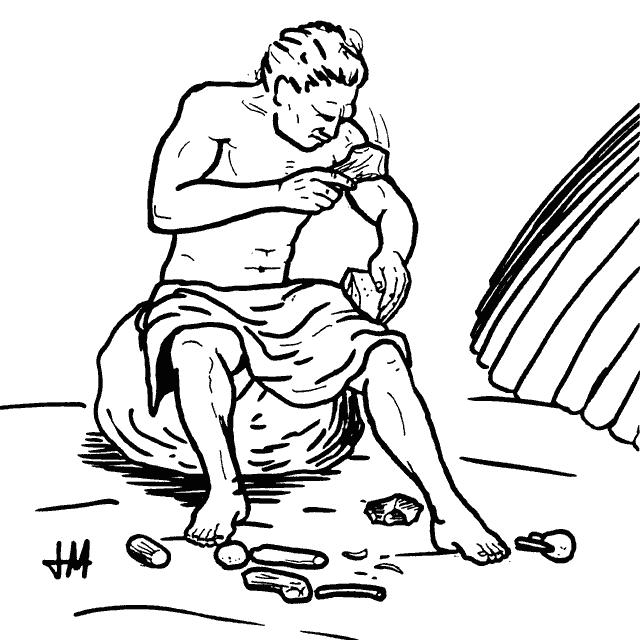
Talha directa com percutor blando
(reconstrução hipotética).

A talha lítica refere-se ao corte intencional da pedra, por meio da percussão (direta ou indireta) ou pela pressão. A matéria-prima é esculpida  dando-lhe forma, aproveitando fratura concoide, com o propósito de desenvolver a útil essência da pedra, ou para remover a lasca. Estas poderiam ser utilizadas de modo singular ou enquanto suporte para ferramentas, retocadas depois de sua extracção. O termo "talha" não possui implicações nem conotações ou denotações a cerca da sua finalidade, tudo o que dispõe é que é intencional e visa o desenvolvimento de um artefacto lítico. Dentro da classe, no entanto, podemos utilizar termos mais restritivos (como a mão de obra, a descamação ou retoque), as quais são explicadas mais abaixo.
A talha lítica é o processo de fabricação de manufacturas durante determinado período histórico, mais conhecido como Idade da Pedra, contudo permaneceu significante durante a Idade dos Metais, tendo sido também praticada em outros períodos da história. Os objetos de pedra talhada intencionalmente por seres humanos diferem-se das roturas naturais ou acidentais, pois estes encontram-se em contextos arqueológicos distintos e bem definidos, uma vez que os golpes da talha são intencionais e seguem uma tendência de lascar, sendo portanto impossível atribuir tal facto a um fenómeno natural. A sua análise de vestígios de uso, incluindo as várias fases de manutenção funcional por meio da rectificação até à sua inutilidade quando são portanto abandonadas. Por vezes a peça é reciclada e voltando a ser utilizada, contudo acaba inevitavelmente por serem despejados e esquecidos até que alguns arqueólogos as encontrem para estudo.

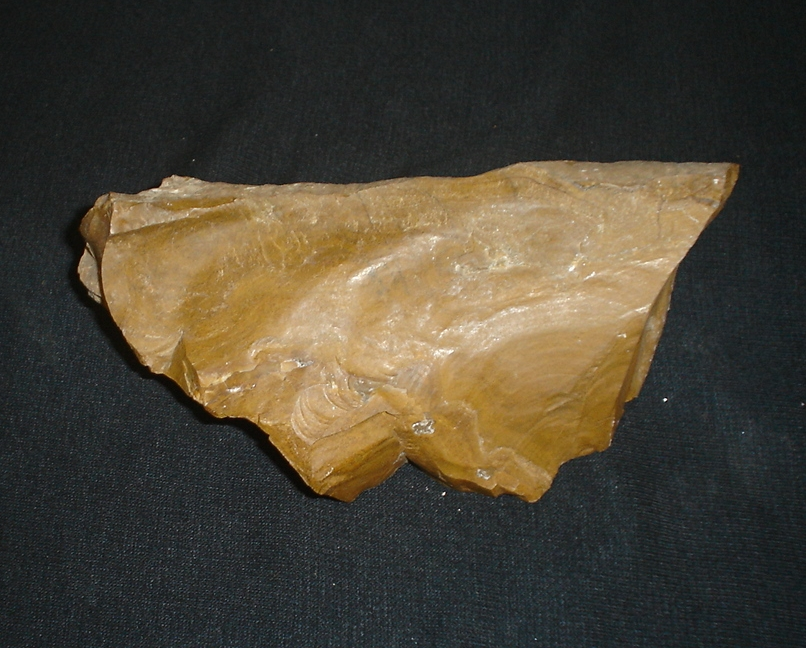
Sílex
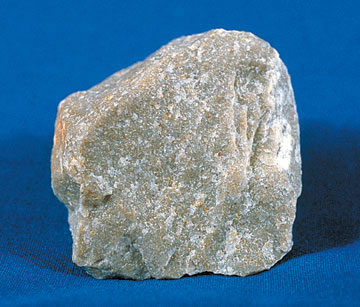
Cuarcita
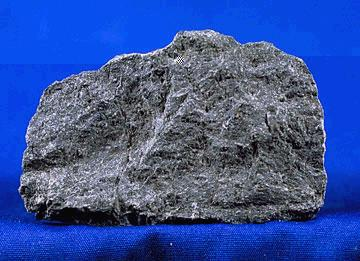
Basalto
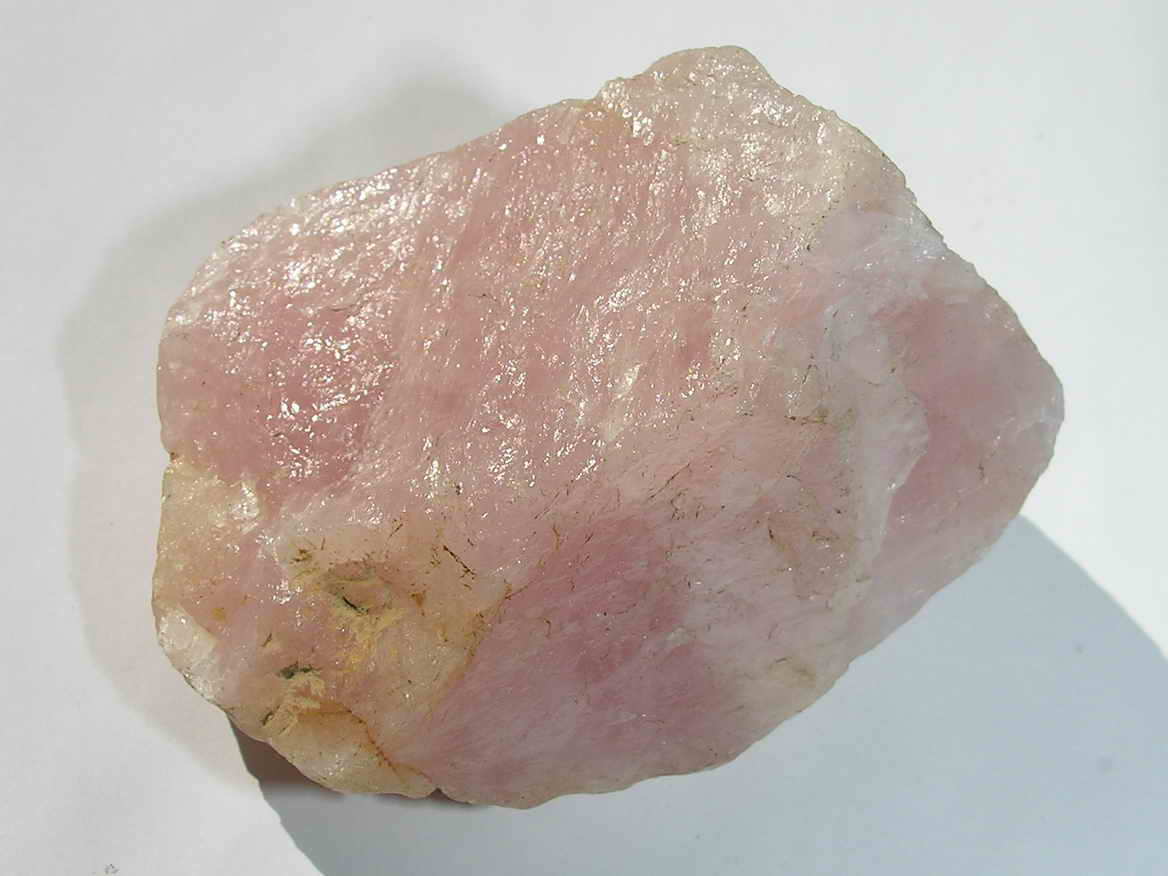
Cuarzo rosa